# Drøbaks kommun
Drøbaks kommun (norska: Drøbak kommune) var en kommun (stadskommun, norska: bykommune) i Akershus fylke i sydöstra Norge. Kommunen omfattade staden Drøbak som samtidigt utgjorde kommunens centralort.

## Administrativ historik
Drøbaks kommun upprättades den 1 januari 1838 (som Drøbak formannskapsdistrikt) när Formannskapslovene från 1837 trädde i kraft. 
Den 1 januari 1962 gick kommunen upp i Frogns kommun. Kommunens hade då 2 742 invånare.